# Mariano Trípodi
Mariano Tripodi (Buenos Aires, 3 luglio 1987) è un ex calciatore argentino, di ruolo attaccante.

## Palmarès

### Club

#### Competizioni internazionali
- Coppa Sudamericana: 2

Boca Juniors: 2004, 2005
- Recopa Sudamericana: 2

Boca Juniors: 2005, 2006

#### Competizioni nazionali
- Campionato argentino: 1

Boca Juniors: 2005-2006
- Coppa del Liechtenstein: 1

Vaduz: 2012-2013